# ايرتوغرول شاكار
ايرتوغرول شاكار (25 اغسطس 1977) ممثل تركي شارك في العديد من الأعمال التركية بدأ بالتمثيل من عام 2008 في مسلسل Eyvah Halam ثم تتالت أعماله، حيث مثل دور القائد ياسين في المسلسل الشهير وادي الذئاب 9 والعاشر ومسلسل المناوبة.

## أعماله

### أفلام قصيرة
```
Errorı
```

- Vakıf BankVakıf BankPosta

### الاعلانات التجارية
- Vakıf Bank

## روابط خارجية
- ايرتوغرول شاكار على موقع IMDb (الإنجليزية)
- ايرتوغرول شاكار على موقع قاعدة بيانات الفيلم (الإنجليزية)